# Jaskier gajowy
Jaskier gajowy (Ranunculus serpens Schrank) – gatunek rośliny z rodziny jaskrowatych (Ranunculaceae Juss.). W Polsce występuje w południowej i wschodniej części kraju.

## Morfologia
PokrójPędy osiągające wysokość 10–20 cm, słabo rozgałęzione, gęsto i drobno owłosione. Pod ziemią krótkie kłącze.
LiścieNieliczne. Liście odziomkowe są trójdzielne o szerokojajowatym środkowym odcinku, wcinanym co najwyżej do połowy. Boczne odcinki są wcinane płycej.
KwiatyŻółte, promieniste, z bardzo licznymi pręcikami. Płatki korony o średnicy 15–20 mm.
OwoceNiełupki, które tworzą owoc zbiorowy – wieloniełupkę osadzoną na obłej szypułce. Pojedyncza niełupka ma długość 3–4 mm i zakończona jest silnie zgiętym dzióbkiem. Jest naga i posiada skrzydlaste obrzeżenie o szerokości do 0,5 mm.

## Biologia i ekologia
Rośnie na polanach i na świetlistych miejscach w lesie, w zaroślach, na obrzeżach lasów, a w górach na halach, murawach naskalnych. Preferuje podłoże zasobne w próchnicę.
Bylina, hemikryptofit. Kwitnie od maja do lipca. Roślina trująca. Liczba chromosomów 2n = 16.

## Zmienność
Wyróżniono dwa podgatunki:
- Ranunculus serpens subsp. nemorosus (DC.) G.López
- Ranunculus serpens subsp. polyanthemophyllus (W.Koch & H.E.Hess) Kerguélen

## Zagrożenia i ochrona
Podgatunek ssp. nemorosus został umieszczony na polskiej czerwonej liście w kategorii DD (stopień zagrożenia nie może być określony).